# Falsicolus
Falsicolus is een geslacht van uitgestorven weekdieren uit de klasse van de Gastropoda (slakken). Exemplaren van dit geslacht zijn slechts als fossiel bekend.

## Soorten
- Falsicolus allani Finlay, 1930 †
- Falsicolus alta (P. Marshall, 1919) †
- Falsicolus eoaffinis Finlay, 1930 †
- Falsicolus excellens Finlay, 1930 †
- Falsicolus kaiparaensis (Suter, 1917) †
- Falsicolus levata Finlay, 1930 †
- Falsicolus obruta Finlay, 1930 †
- Falsicolus orientalis Marwick, 1931 †
- Falsicolus semilevigata Laws, 1932 †
- Falsicolus solida (Suter, 1917) †
- Falsicolus teuriensis C. A. Fleming, 1943 †